# Carolina Muñoz
Carolina Muñoz (Santiago del Estero, 1988) es una maestra argentina. 
Enseña inglés en la ciudad de Bandera, en la provincia de Santiago del Estero. Fue finalista del Premio Global a la Enseñanza.

En sus clases de inglés se involucró en un proyecto de aulas digitales, le asignaron 30 computadoras y un proyector y logró cambiar la dinámica de sus clases aumentando el interés de los estudiantes.